# Горст Зеегофер
Горст Лоренц Зеегофер (нім. Horst Lorenz Seehofer; нар. 4 липня 1949, Інгольштадт) — німецький державний і політичний діяч, з березня 2018 року міністр внутрішніх справ Німеччини у четвертому уряді Ангели Меркель, із 2019 року почесний голова Християнсько-соціального союзу (ХСС).
З 2008 до 2018 року Горст Зеегофер обіймав посаду прем'єр-міністра Баварії. З жовтня 2008 року до січня 2019 року голова XCC, а з 2013 до 2018 року член Баварського ландтагу. З 1 листопада 2011 до 1 листопада 2012 року був президентом бундесрату.
На федеральному рівні політик був членом Бундестагу протягом 28 років, у 1992—1998 рр. — міністр охорони здоров'я і соціального захисту в уряді Гельмута Коля, у 2005–2008 рр. — міністр продовольства, сільського господарства та захисту прав споживачів у першому уряді Ангели Меркель.
12 червня 2008 Горст Зеегофер отримав ступінь почесного доктора в Київському аграрному університеті.

## Ставлення до санкцій проти Росії
У грудні 2015 року заявив, що вже настав час переглянути санкції проти Росії та відновити «нормальну атмосферу для перемовин». На його думку, до важливих тем перемовин належить «міграційна криза та усунення причин її виникнення, безпекова ситуація в багатьох регіонах світу та, природно, зв'язок між Україною та санкціями». Також він додав, що «немає ніякого сумніву, що [допомога] Росії необхідна, аби розв'язати численні кризи по всьому світу» (у тому числі в Сирії).